# 2 Dumme Hunde
2 Dumme Hunde er en Amerikansk Tegnefilmserie der er skabt og designet af Donovan Cook, og produceret af Hanna-Barbera Studios. Showet der blev vist på Cartoon Network handler om de 2 unavngivet hunde der bliver kaldt "Den Lille hund" og "Den Store Hund" som fik deres stemmer af henholdsvis Brad Garrett og Mark Schiff. 
Showet er blevet beskrevet som "Hanna-Barberas svar på Ren og Stimpy", et hitshow, der havde premiere to år tidligere i 1991 på Nickelodeon. Ligesom Ren & Stimpy er Dogs-karaktererne ikke særlig intelligente. Showet er underlagt med jazzmusik, og komediestilen læner sig op af grov kropsudskillende humor. Adspurgt om sammenligningen var Hanna-Barbera CEO Fred Seibert ligeglad og sagde, at det var "som Pearl Jam bekymre sig om at blive sammenlignet med Nirvana. Ironisk nok blev Ren og Stimpy skaberen John Kricfalusi efter hans afskedigelse fra Nickelodeon krediteret for at have bidraget med "dårlig smag og gags til et par episoder af 2 dumme hunde.
Et backup-segment er Super Secret Secret Squirrel (en efterfølgerserie til Secret Squirrel).
Serien blev indstillet efter Sæson 2 på grund af faldende seertal og at tidligere præsident Ted Turner, negativt sammenlignede serien med The Ren & Stimpy Show

## Karakterer
- Den Store hund (Brad Garrett) Er en stor grå Old English Sheepdog med en lilla næse. Han er meget stærk og siger ikke ret meget. Når han endelig snakker handler det om mad. Han har nogle gange vist sig at være klogere end den lille hund.
- Den lille hund (Mark Schiff),  er en lille, lysebrun gravhund, der er er meget mere energisk og hyperaktiv end den store hund. Den Lille Hund er meget bange for katte, og hver gang (som regel når den samme kat) dukker op, så er det den Store Hund, der skræmmer den væk.´
- Katten er en lille uskyldig kat, som Den Lille Hund er meget bange for, på trods af at den er ufarlig. Katten er ikke bange for den store hund medmindre at han gør. Gøen fra den store hund for katten til at stivne af skræk
- Mr. Holllywood (Brian Cummings) er en stor mand, der er både arrogant og højrøstet, og som kan lide at påpege andres fejl. Han har forskellige jobs i hver optræden, heriblandt lærer, landmand, casino manager, Noah og dyrehandler. Når han påpeger andres fejl, vil han først sige, "Hvor er det sødt." for derefter at råbe, "...MEN DET ER FORKERT!!!", normalt ledsaget af et bragende tågehorn.
- Cubby (Rob Paulsen) er en tyk mand med bumser i hovedet, briller, lyst hår og blå læber. I de episoder, han optræder, arbejder han Med forskellige job, som Mr. Hollywood.
- Kenny Fowler (Jarrett Lennon) er en lille tynd knægt med nørdede briller, som ofte bliver jaget rundt af Buzz der ofte resultere i at han falder
- Buzz Er skolens bølle der altid er efter Kenny. Hver gang Kenny falder eller laver fejl udtaler Buzz "Sikke et Fjols"
- Buffy Ziegenhagen (Tawni Tamietti) er en pige i Kennys klasse som Kenny er forelsket i. Buffy er også hemmelig forelsket i Kenny
- Red (Candi Milo) er en lille, sagtmodig lille pige, som hundene nogle gange støder på i skoven. Når hun taler, råber hun et ord (nogle gange to) i sætningen meget højt sammenlignet med det stille tonefald, hun normalt har. I et forsøg på at besøge sin bedstemor ender hun i problemer på grund af sit dårlige syn og hundenes dumhed.

## Danske Stemmer
- Lille Hund - Donald Andersen
- Store Hund - Peter Aude

## Eksterne links
- 2 Stupid Dogs – Cartoon Network Department of Cartoons arkiveret hos  Wayback Machine (1999-05-08)
- Toon Tracker: 2 Stupid Dogs
- 2 Dumme Hunde på Internet Movie Database (engelsk)